# Jacques Marsigny
Jacques Marsigny es un deportista francés que compitió en piragüismo en la modalidad de eslalon. Ganó tres medallas en el Campeonato Mundial de Piragüismo en Eslalon, en los años 1951 y 1953.

## Palmarés internacional
| Campeonato Mundial | Campeonato Mundial | Campeonato Mundial | Campeonato Mundial |
| Año                | Lugar              | Medalla            | Competición        |
| ------------------ | ------------------ | ------------------ | ------------------ |
| 1951               | Steyr (Austria)    | Medalla de plata   | C1 por equipos     |
| 1951               | Steyr (Austria)    | Medalla de bronce  | C1 individual      |
| 1953               | Merano (Italia)    | Medalla de bronce  | C1 por equipos     |